# Mykologická lokalita Kněževes

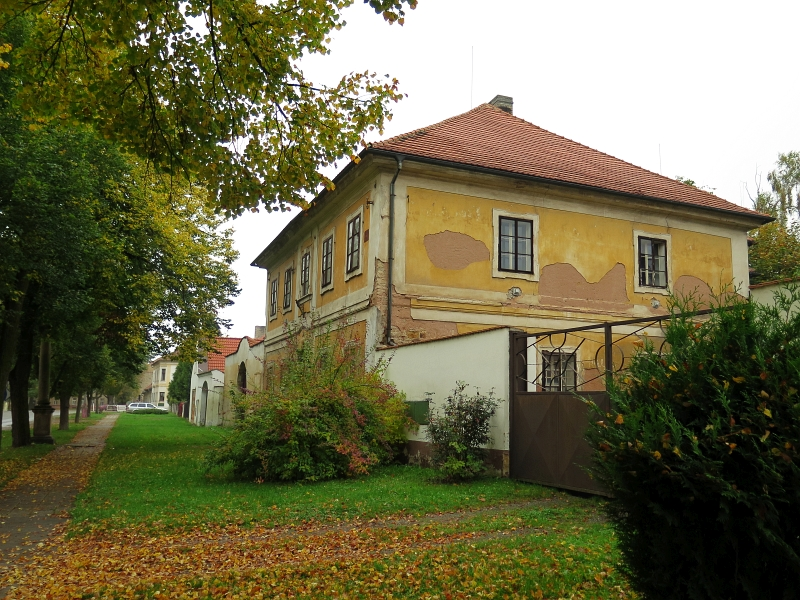
Travnaté plochy s řadou lip před farou na Václavském náměstí, jedno z míst výskytu hub

Mykologická lokalita Kněževes je známá výskytem zhruba 50 druhů hub, především pak několika druhů z čeledi hřibovitých. Rozkládá se přímo v městysi Kněževes (okres Rakovník) na Václavském náměstí na zatravněné ploše pod lipami.

## Historie
O ochranu hub v Kněževsi se zasadil v druhé polovině 90. let 20. století ing. Vladimír Bazika CSc. Inspirací se stala hřibová rezervace Stachy v kombinaci s masovým výskytem hřibu koloděje. Později byly objeveny i další druhy. 
Z počátku ochrany rostly hřiby jen na 4 místech náměstí, v roce 2009 již na 44 místech, z tohona 10 místech hřiby kavkazské, na ostatních hřiby koloděje (koláři).
Různé druhy rostou v různém období roku, ne všechny druhy vyrostou každý rok. Mezi rekordní roky patřil rok 2009, kdy bylo v pátek 10. července na náměstí napočítáno 1050 hřibů kolodějů a hřibů kavkazských.
Podmínky pro růst hub zde vytvářejí staré lípy, s jejichž kořeny žijí houby v symbióze, příkladná péče o zeleň v obci a ohleduplnost občanů. Ochranu zajišťuje sama obec způsobem péče o tyto plochy. Travnaté plochy jsou například sekány kosou místo sekačkou. Místní lidé houby nesbírají, městys k houbám vysazuje informační tabulky s popisem druhu houby a pokynem, aby lidé tyto houby nesbírali, ale pouze se potěšili pohledem na ně. Houby jsou atrakcí pro návštěvníky obce, fotografovat si je sem jezdí i přední mykologové. Škola využívá lokalitu ke vzdělávacím účelům, v obci se také každoročně koná výstava hub a fotografií hub, ptáků a zvířat Rakovnicka, druhý den výstavy bývá věnován vědomostním soutěžím pro děti.
Lokalita není vyhlášena jako zvláště chráněné území podle zákona č. 114/1992 Sb., o ochraně přírody a krajiny. 

## Druhové zastoupení
- hřib koloděj (Boletus luridus)
- hřib kavkazský (Boletus caucasicus)
- hřib kovář (Boletus luridiformis)
- hřib červený (Xerocomellus rubelus)
- hřib dubový (Boletus reticulatus)

Mnohé z hřibovitých hub jsou mykorhizně vázané na kořeny lip. Nejhojnějším druhem je hřib koloděj, kvůli jehož výskytu začala obec houby chránit. Později se v hojném množství objevil také jinak vzácný hřib kavkazský. V menší míře se vyskytují hřib kovář, hřib červený a hřib dubový.
Krom hřibovitých se vyskytují také různé druhy pečárek, například jedovatá pečárka zápašná (žampion zápašný, Agaricus xanthodermus) a pečárka císařská (Agaricus augustus), hnojníky, špičky, pýchavky, holubinky a muchomůrky, například muchomůrka tygrovaná (Amanita pantherina). Objeveno zde bylo celkem 50 druhů vyšších hub.